# 提比里斯海

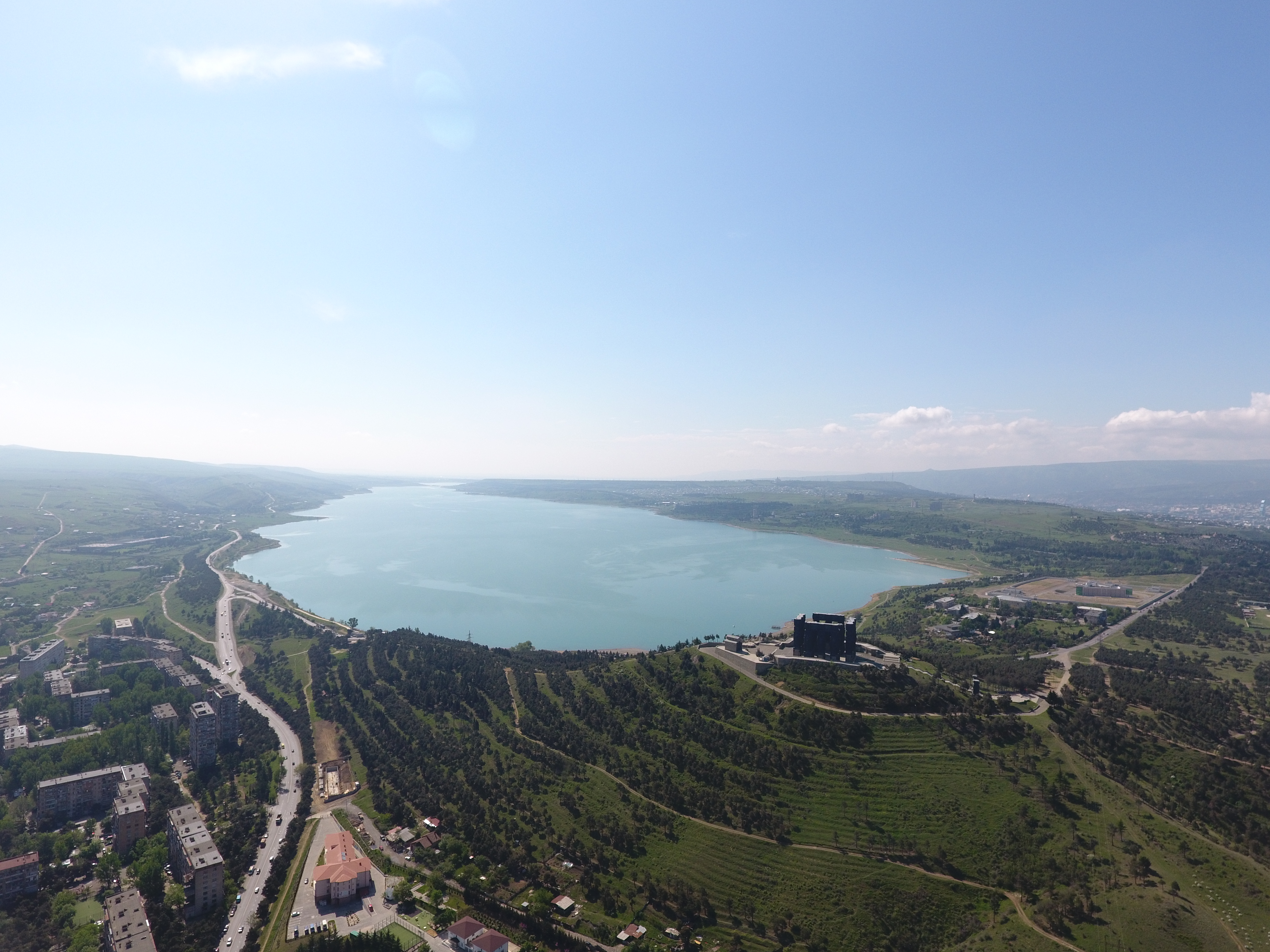
提比里斯海

提比里斯海是位於喬治亞首都提比里斯的一個人工湖。提比里斯海面積2.85 km，建成於1953年，是一個受歡迎的休閒景點。

## 外部連結
- Official website （页面存档备份，存于） （格鲁吉亚文）

41°42′47″N 44°46′37″E / 41.713°N 44.777°E